# Bodawpaya
Bodawpaya (birmanês:  ဘိုးတော်ဘုရား; em tailandês:  ปะดุง; Moksobo, 11 de março de 1745 — Amarapura, 5 de junho de 1819) foi o sexto rei da Dinastia Konbaung da Birmânia. Nascido Maung Shwe Waing e mais tarde Badon Min, era o quarto filho de Alaungpaya, fundador da dinastia e do Terceiro Império birmanês. Foi proclamado rei depois de depor o seu sobrinho Phaungkaza Maung Maung, filho de seu irmão mais velho Naungdawgyi, em Ava. Bodawpaya transferiu a capital real de volta para Amarapura em 1782. Foi intitulado Hsinbyumyashin (Senhor dos Elefantes Brancos), embora tenha ficado conhecido para a posteridade como Bodawpaya, com relação ao seu sucessor, seu neto Bagyidaw (Real Tio Mais Velho), que por sua vez, foi dado este nome devido ao seu sobrinho Mindon Min. Foi pai de 62 filhos e 58 filhas com cerca de 200 consortes.

## Expedições militares
Também conhecido por Bodaw U Waing, invadiu o Arracão em 1784 enviando os seus exércitos reais liderados por seu filho, o herdeiro aparente Thado Minsaw, através da cadeia de montanhas de Yoma Ocidental. A capital do Arracão, Mrauk U foi capturada no final de 1784. A imagem do Buda Mahamuni, entre outros tesouros, como as estátuas de bronze do Khmer, foram levadas para a Birmânia; elas ainda podem ser vistas em Mandalay. Também foram feitos 20 000 cativos como escravos para servirem nos pagodes e templos, e à nobreza de Amarapura. Desde quando Arracão foi anexado como província da Birmânia, suas fronteiras tornaram-se contíguas com a Índia britânica. Os arracaneses se revoltaram em 1794, e o governador da Índia britânica Sir John Shore (mais tarde Lorde Teignmouth) enviou o capitão Michael Symes como embaixador, totalmente equipado para recolher o máximo de informação possível sobre o país, para a Corte de Ava, como o reino ainda era conhecido no mundo exterior. Bodawpaya invadiu Rattanakosin em 1785, resultando em derrota, e novamente em 1808, mas não conseguiu capturar a capital. O governador de Tavoy revoltou-se em 1791 com a ajuda dos siameses, mas uma expedição punitiva enviada por Bodawpaya por mar sitiou a cidade culminando nas negociações de paz de 1793 e a cessão do litoral de Tenasserim para os birmaneses.

## Religião e cultura

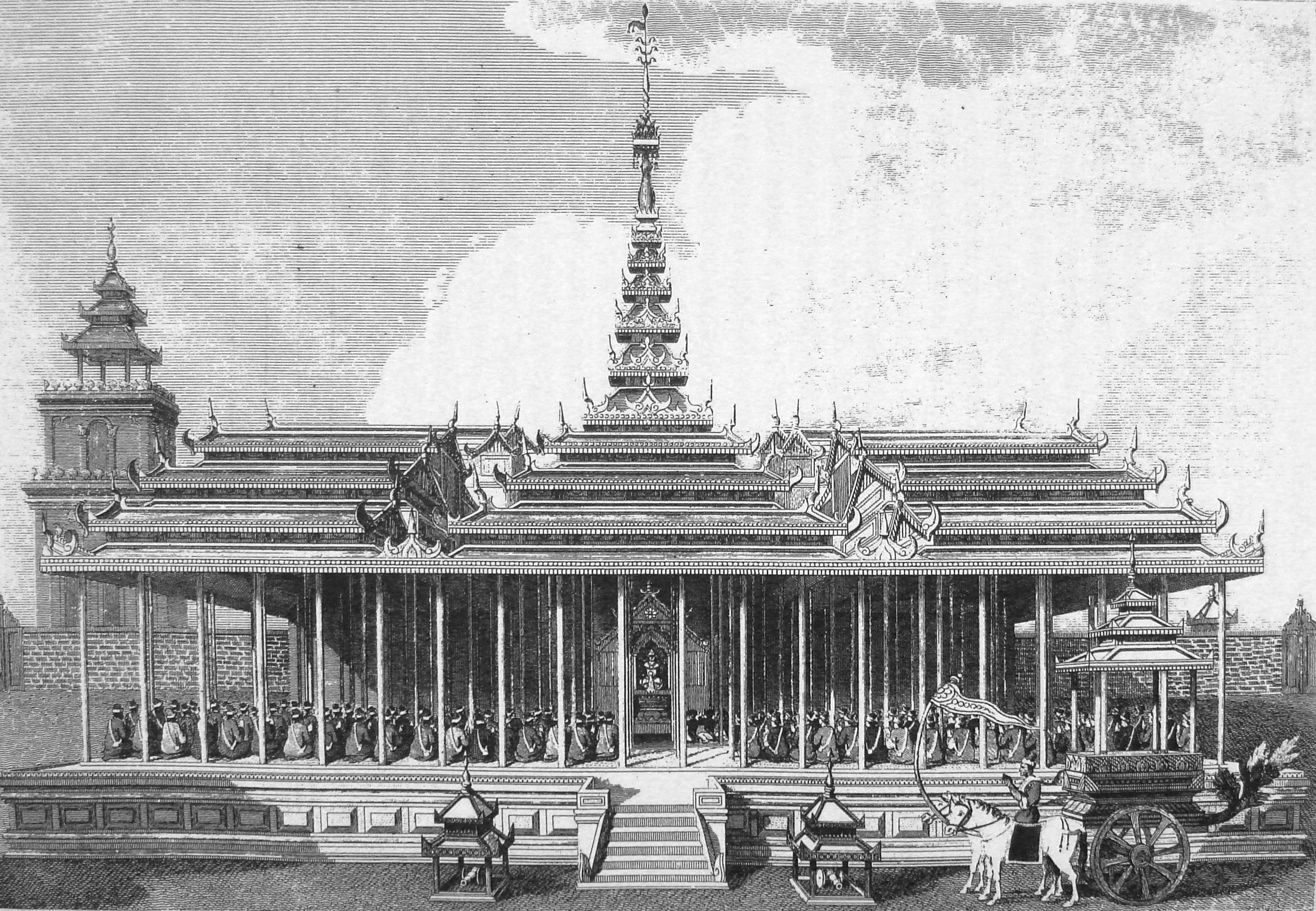
Vista do Palácio de Amarapura, palácio real na antiga capital da Birmânia, em um desenho de Singey Bey, de 1799

Bodawpaya proclamou-se o próximo Buda messiânico ou Maitreya (Areimmadeiya), mas seu pedido foi firmemente rejeitado pela Sangha. Durante o seu reinado, a erudição floresceu devido à disciplina e estabilidade alcançada através da criação de um capítulo de sangharajas ou monges seniores com a responsabilidade de salvaguardar a pureza da Sangha. Ele havia arbitrado com sucesso em favor da ortodoxia para cobrir ambos os ombros na controvérsia sobre a maneira correta de usar as vestes, e a Ordem dos Monges foi unificada sob a seita Thudhamma. A Birmânia tornou-se a guardiã do budismo na região, e a ordenação dos upasampadas foi reintroduzida no Sri Lanka onde se estabeleceu a Amarapura Nikaya.
Em 1790 Bodawpaya começou a construção de uma gigantesca estupa chamada Mantalagyi (Grande Estupa Real) em Mingun, onze quilômetros de Mandalay, na margem oeste do rio Irauádi. Porém, ela nunca foi concluída devido a uma profecia que dizia: Payagyi lè apyi that, moksoe thonnya kap - "Quando o grande pagode for construído, a dinastia de Moksoe desaparecerá" (ဘုရားကြီးလည်းအပြီးသတ် မုဆိုးသုညကပ်။). Era para ter uma altura de 150 metros, o suficiente para ser visto de Shwebo no oeste, o berço da dinastia, elevando-se acima das Minwun Hills. Um terremoto em 1838 deixou enormes fissuras na estrutura, e fez com que as cabeças dos dois gigantescos chinthes caíssem no rio. Ela continua a ser a maior pilha de tijolos no mundo. Havia também um sino gigantesco de noventa toneladas dedicado à estupa chamado de Sino de Mingun, inaugurado entre 1808 e 1810. É o maior sino do mundo uma vez que o grande sino no Kremlin de Moscou chamado de Sino do Tsar está quebrado. Durante o seu reinado Bodawpaya também provou ser um grande patrono das artes cênicas. Nomeou um ministro chamado Thabin Wun (သဘင်ဝန်), e estabeleceu estritas regulamentações por decreto real (အမိန့်တော် a meint daw). Ordenou também uma grande pesquisa econômica do reino em 1784.
Bodawpaya foi sucedido após sua morte em 1819 por seu neto, o príncipe de Sagaing, que mais tarde ficou conhecido como Bagyidaw. O herdeiro aparente, pai de Bagyidaw, tinha morrido em 1808.